# André Duprat
Pas d'image ? Cliquez ici

a Compétitions nationales et continentales officielles uniquement.

André Duprat, né le 30 novembre 1914 à Nérac et mort le 30 juin 1997 dans la même ville, est un joueur de rugby à XV et de rugby à XIII évoluant au poste d'ailier ou de centre dans les années 1930 et 1940.
Natif de Nérac, André Duprat dispute dans les années 1930 le Championnat de France de rugby à XV avec le club de l'US Néracaise, Bordeaux E.C. et SU Agenais. En 1937, il répond positivement à rejoindre le Toulouse olympique XIII et change de code de rugby. Il prend part à la finale de la Coupe de France en 1939 avec Frantz Sahuc, Sylvain Bès, Raphaël Saris et Alexandre Salat.
Devenu chirurgien-dentiste dans sa ville natale, il prend en charge le club de rugby à XV de la ville, l'US Néracaise, en y étant président et en créant l'Amicale des anciens et amis de ce club. Décédé en 1997, un hommage lui est rendu en renommant le stade municipal de Nérac à son nom en 2003.

## Biographie
Composition du TO XIII :
En février 1938, André Duprat, alors au club de rugby à XV du SU Agenais, décide de changer de code de rugby et adhère au club du Toulouse olympique XIII pour jouer au rugby à XIII, parallèlement à son affectation comme médecin auxiliaire à Toulouse. Dans cette équipe toulousaine, rapidement devenue une des équipes fortes du Championnat de France de rugby à XIII, Duprat acquiert une place de titulaire au poste de centre. Lors de la saison 1938-1939, il prend part à l'épopée du club en Coupe de France éliminant en quart-de-finale le grand favori et tenant du titre le RC Roanne de Jean Dauger et Max Rousié, puis en se défaisant de Côte basque XIII en demi-finale avec un essai inscrit par Duprat. Le 21 mai 1939 au stade Chapou de Toulouse, il prend part à la première finale de l'histoire du Toulouse olympique XIII. Devant une assistance de près de 18 000 spectateurs, Duprat et ses coéquipiers perdent la finale 7-3 contre le club de Perpignan du XIII Catalan dans une rencontre disputé à douze Toulousains contre treize Catalans dès la mi-temps en raison de la sortie définitive sur blessure du demi d'ouverture Jean Labat.

## Palmarès

### Rugby à XIII
- Collectif :
  - Finaliste de la Coupe de France : 1939 (Toulouse).

#### Détails en club
| Saison    | Saison   | Championnat           | Championnat | Championnat | Championnat | Championnat | Championnat | Championnat | Coupe           | Coupe      | Coupe | Coupe | Coupe | Coupe | Coupe |
| Saison    | Saison   | Comp.                 | Class.      | M           | Pts         | Ess.        | Buts        | Dp.         | Comp.           | Class.     | M     | Pts   | Ess.  | Buts  | Dp.   |
| --------- | -------- | --------------------- | ----------- | ----------- | ----------- | ----------- | ----------- | ----------- | --------------- | ---------- | ----- | ----- | ----- | ----- | ----- |
| 1937-1938 | Toulouse | Championnat de France | 1/4 finale  | ?           | -           | -           | -           | -           | Coupe de France | 1/4 finale | ?     | -     | -     | -     | -     |
| 1938-1939 | Toulouse | Championnat de France | 6e          | ?           | -           | -           | -           | -           | Coupe de France | Finaliste  | ?     | -     | -     | -     | -     |